# Comuna Mezdra, Vrața
Mezdra (în bulgară Мездра) este o comună în regiunea Vrața, Bulgaria, formată din orașul Mezdra și 27 de sate. 

## Localități componente

### Orașe
- Mezdra

### Sate
| - Bodeneț - Brusen - Dolna Kremena - Dărmanți - Eliseina - Gorna Beșovița - Gorna Kremena - Ignatița - Kalen | - Krapeț - Kreta - Lik - Liutibrod - Liutidol - Moravița - Ocindol - Oselna - Oslen Krivodol | - Rebărkovo - Ruska Bela - Staro Selo - Tipcenița - Vărbeșnița - Zlidol - Zverino - Țakonița - Țareveț |

## Demografie
Componența etnică a comunei Mezdra
     Romi (2,86%)
     Bulgari (88,23%)
     Nicio identificare (8,61%)
     Altele (0,59%)
La recensământul din 2011, populația comunei Mezdra era de 21.748 locuitori. Din punct de vedere etnic, majoritatea locuitorilor (88,23%) erau bulgari, cu o minoritate de romi (2,86%). Pentru 8,61% din locuitori nu este cunoscută apartenența etnică.